# Bossen og bøllerne
Bossen og bøllerne er en film instrueret af Finn Nørgaard.

## Handling
Erhvervsleder Stine Bosse inviterer fire unge nydanskere med en kriminel fortid med på en vandretur i Nordspanien - de går 120 på El Camino. Gennemfører de unge turen, har Stine lovet dem et fast job.